# Sabirżan Ruzijew
Sabirżan Sabitowicz Ruzijew (ros. Сабиржан Сабитович Рузиев; ur. 15 czerwca 1953 we wsi Biełowodskoje) – radziecki szermierz narodowości uzbeckiej, srebrny medalista olimpijski i wielokrotny medalista mistrzostw świata.
Na igrzyskach olimpijskich w Montrealu w 1976 roku zajął czwarte miejsce w zawodach drużynowych. Na rozgrywanych cztery lata później igrzyskach olimpijskich w Moskwie reprezentacja ZSRR w składzie: Aleksandr Romankow, Władimir Smirnow, Sabirżan Ruzijew, Aszot Karagjan i Władimir Łapicki zdobyła srebrny medal. W turnieju indywidualnym zajął czwarte miejsce, przegrywając walkę o medal z Romankowem.
Podczas mistrzostw świata w Grenoble w 1974 roku razem z Aleksandrem Romankowem, Wasylem Stankowyczem, Władimirem Dienisowem i Jurijem Cziżem zdobył złoty medal w zawodach drużynowych. W tej samej konkurencji zdobywał następnie złote medale na mistrzostwach świata w Melbourne (1979) i mistrzostwach świata w Clermont-Ferrand (1981), srebrny na mistrzostwach świata w Budapeszcie (1975) oraz brązowe podczas mistrzostw świata w Buenos Aires (1977) i mistrzostw świata w Hamburgu (1978).
W latach 1994–2003 był prezydentem Uzbeckiego Komitetu Olimpijskiego.